# Емнес
Емнес (норв. Gjemnes) — коммуна в губернии Мёре-ог-Ромсдал в Норвегии. Административный центр коммуны — город Батнфьордсёра. Официальный язык коммуны — нейтральный. Население коммуны на 2007 год составляло 2636 чел. Площадь коммуны Емнес — 382,18 км², код-идентификатор — 1557.

## История населения коммуны
Население коммуны за последние 60 лет.

Статистика коммуны Емнес